# Ernst Forsthoff

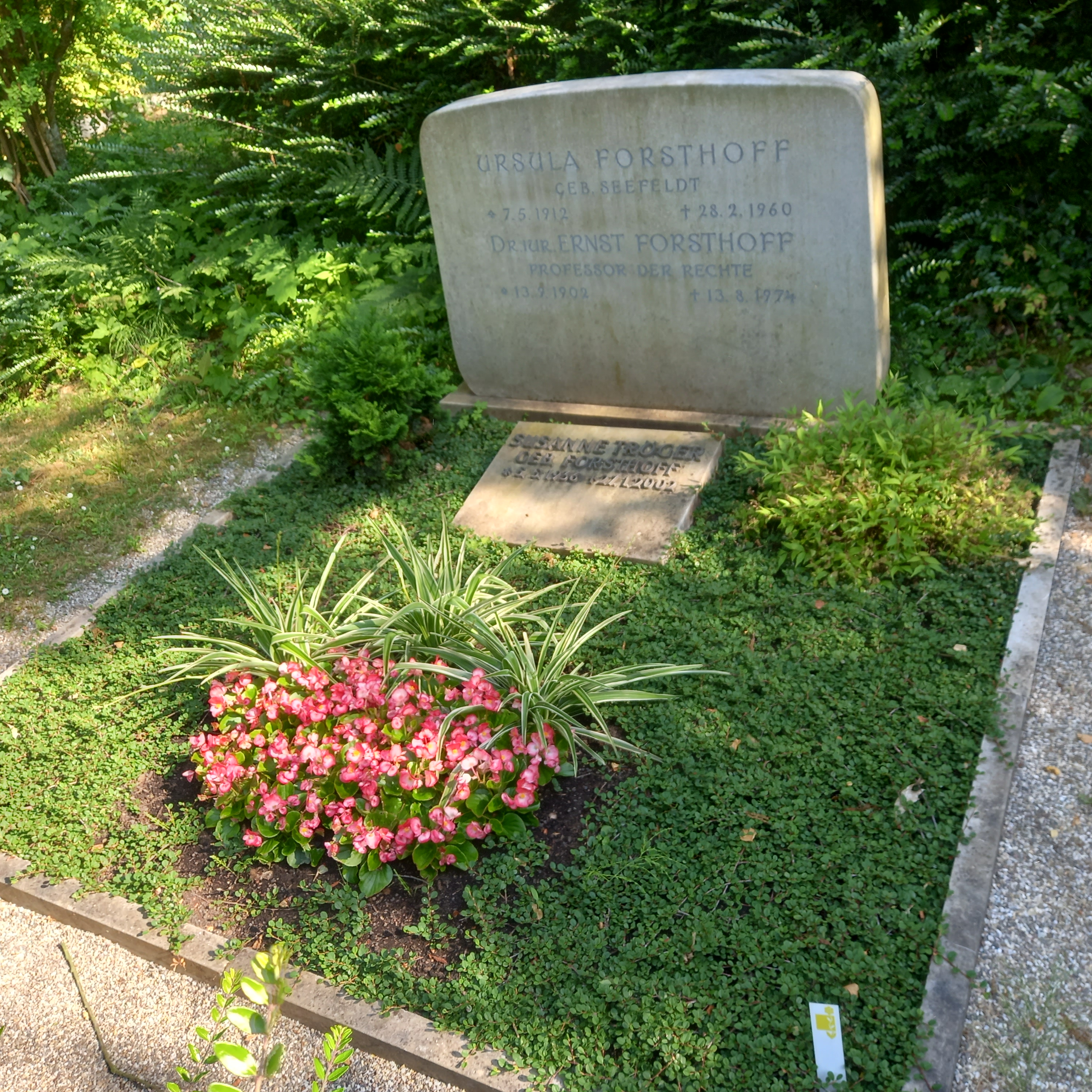
Das Grab von Ernst Forsthoff und seiner Ehefrau Ursula geborene Seefeldt im Familiengrab auf dem Neuen Friedhof Schlierbach in Heidelberg

August Wilhelm Heinrich Ernst Forsthoff (* 13. September 1902 in Laar, heute Duisburg; † 13. August 1974 in Heidelberg) war ein deutscher Staats- und Verwaltungsrechtler.

## Leben
Ernst Forsthoffs Eltern waren der Theologe Heinrich Forsthoff und dessen Frau Emmy, geb. Bergfried. Er wuchs als Einzelkind auf; sein Bruder Heinz Friedrich verstarb wenige Wochen nach der Geburt im Mai 1910. Die Familie zog 1906 nach Mülheim an der Ruhr, wo Ernst Forsthoff auch die Volksschule besuchte. Er gehörte zu einem Weißen Jahrgang und wurde nicht mehr zum Ersten Weltkrieg eingezogen. 1917 wurde Forsthoff konfirmiert. Er studierte nach dem Abitur 1921 am Staatlichen Gymnasium in Mülheim an der Ruhr an den Universitäten Freiburg, Marburg und Bonn Rechts- und Staatswissenschaften. 1924 legte er das Erste Juristische Staatsexamen ab. 1925 erfolgte die Promotion bei Carl Schmitt. Forsthoff absolvierte 1928 das Assessorexamen und trat in den preußischen Staatsdienst ein, ließ sich aber beurlauben, um sich zu habilitieren. Sein Biograph Florian Meinel sieht keine Prägung durch die Jugendbewegung gegeben. Möglicherweise sei Forsthoff Mitglied des Deutschvölkischen Schutz- und Trutzbundes gewesen. Nach anderen Angaben wurde Forsthoff 1920 Mitglied sowohl im Deutschvölkischen Schutz- und Trutzbund als auch im Deutschnationalen Jugendbund sowie 1921 Mitglied im Hochschulring Deutscher Art und gehörte dem Studentenkorps Marburg an. Hans-Ulrich Wehler sieht in Forsthoff einen überzeugten Bündischen und ein führendes Mitglied des Deutschnationalen Jugendbundes. Forsthoff schrieb für die von Wilhelm Stapel verantwortete Zeitschrift Deutsches Volkstum und unter Pseudonymen (Georg Holthausen, Friedrich Grüter, Rudolf Langenbach) für die jungkonservative Zeitschrift Der Ring.
Nach der Habilitation an der Universität Freiburg wurde Forsthoff 1933 als Nachfolger des infolge der Machtübernahme der Nationalsozialisten emigrierten Hermann Heller an die Universität Frankfurt am Main berufen. 1935 wechselte er an die Universität Hamburg. Hier übernahm er den Lehrstuhl des in den Freitod getriebenen Kurt Perels. Bereits nach einem Semester verließ er Hamburg wieder, da er durch „ironisch-hintersinnige Bemerkungen“ über die Rechtsverbindlichkeit des NSDAP-Parteiprogrammes den Gauführer und Präsidenten des Hanseatischen Oberlandesgerichts Curt Rothenberger gegen sich aufgebracht hatte, woraufhin dieser sich gegen einen Verbleib Forsthoffs an der Universität Hamburg aussprach. 1936 folgte ein Ruf an die Universität Königsberg. 
Anders als Carl Schmitt trat Forsthoff nicht unmittelbar 1933 in die NSDAP ein. Im Winter 1933/34 war er SA-Anwärter, trat aber nach dem sogenannten „Röhm-Putsch“ wieder aus. In seinem Fragebogen zur Entnazifizierung gab Forsthoff später an, dass ihn  der ostpreußische Gauleiter Erich Koch 1937 zum Eintritt in die NSDAP (Mitgliedsnummer 5.285.360) gedrängt habe. Auch bekleidete er keine Parteiämter. Gleichwohl sieht sein Biograph Florian Meinel bei Forsthoff den Ehrgeiz, „sich als Deuter, Stichwortgeber und Propagandist des Nationalsozialismus einen Namen zu machen.“ Zwar wurde Forsthoff nie Mitglied der von den Nationalsozialisten gegründeten Akademie für Deutsches Recht, beteiligte sich aber an verschiedenen Vorhaben selbiger, beispielsweise trug er zur Arbeit des Ausschusses für Religionsrecht bei. Er war außerdem bis mindestens Mai 1942 stellvertretender Vorsitzender des Ausschusses für Luftschutzrecht. In Königsberg genoss Forsthoff hohe akademische Anerkennung; von 1939 bis zu seinem Weggang war er ohne Unterbrechung Dekan der Juristischen Fakultät. 1938 wurde er Mitglied der Königsberger Gelehrten Gesellschaft, deren Sekretär der Geisteswissenschaftlichen Klasse er von 1940 bis 1941 war. Während seiner Königsberger Zeit begann Forsthoffs Engagement für die Deutsche Evangelische Kirche (DEK). Für diese war er in der Pfarrerausbildung sowie durch die Anfertigung verschiedener Gutachten, z. B. gegen die Profanierung des Quedlinburger Doms, tätig. 1940 wurde er zudem stellvertretender Vorsitzender des Disziplinarhofes der DEK, übte dieses Amt jedoch nicht aus. 1942 folgte eine Berufung an die Universität Wien. Nach Konflikten mit der örtlichen NSDAP und insbesondere mit Baldur von Schirach wurde Forsthoff 1943 schließlich an die Universität Heidelberg berufen. 1942/43 leistete er freiwillig Kriegsdienst. In seiner 1938 erschienenen Studie Die Verwaltung als Leistungsträger entwickelte Forsthoff den bis heute verwendeten Begriff der Daseinsvorsorge.
Nach Kriegsende 1945 konnte Forsthoff seine Lehrtätigkeit in Heidelberg zunächst fortsetzen. Im Februar 1946 wurde er auf Anordnung der US-Militärregierung aus dem Dienst entlassen. Im Mai 1947 erklärte er förmlich seinen Verzicht auf sein Lehramt und wurde im selben Jahr Oberregierungsrat in der Staatskanzlei des schleswig-holsteinischen Ministerpräsidenten Theodor Steltzer, den er schon aus Königsberg kannte. Steltzer hatte Forsthoff bereits im Oktober 1946 um Mitarbeit an den neuen Verfassungen für das Land Schleswig-Holstein und die evangelisch-lutherische Landeskirche gebeten. Forsthoffs Hoffnung auf eine politische Karriere erfüllte sich mit Steltzers Ausscheiden aus der Politik 1947 jedoch nicht. In der Staatskanzlei wirkte Forsthoff als Referent für Verfassungs- und Kirchenrecht. Er plante eine Akademie auf Schloss Tremsbüttel. Aus diesem Vorhaben entstanden die Studiengesellschaft Mundus Christianus, deren wissenschaftlicher Sekretär Forsthoff 1948 wurde, und eine gleichnamige Zeitschrift. Seinen Lebensunterhalt bestritt Forsthoff zu dieser Zeit mit kleinen Beiträgen für den Nordwestdeutschen Rundfunk und randständigen Publikationen aus dem Umkreis Steltzers.
Im Spruchkammerverfahren ab Herbst 1946 wurde Forsthoff zunächst in die Gruppe der „Belasteten“ eingestuft. Verschiedene Universitäten setzten ihn 1948 an die Spitze ihrer Berufungslisten für ein Ordinariat. Eine Berufung scheiterte aber jeweils am Einspruch der politischen Instanzen. Nachdem sein Entnazifizierungsverfahren 1950 eingestellt worden war, kehrte Forsthoff im Wintersemester 1950/51 vertretungsweise auf seinen alten Lehrstuhl in Heidelberg zurück. Als er 1952 einen Ruf nach Kiel erhielt, konnte er seine erneute Ernennung in Heidelberg zum April 1952 beschleunigen, wo er bis zu seiner Emeritierung 1967 lehrte.
Nach dem Zweiten Weltkrieg trat Forsthoff auch als Kommentator des Grundgesetzes für die Bundesrepublik Deutschland in Erscheinung. Eine besondere Rolle spielte er dabei in der Debatte um die Begriffe Sozialstaatlichkeit und Rechtsstaatlichkeit und deren Zusammenspiel im Verfassungsrecht. Vor diesem Hintergrund kam es zwischen ihm und Wolfgang Abendroth, der eine sozialistisch geprägte Auffassung von Sozialstaatlichkeit vertrat, zur Forsthoff-Abendroth-Kontroverse. Im Jahr 1953 gehörte Forsthoff zu den Gründungsherausgebern der Rezensionszeitschrift Das Historisch-Politische Buch. Zwischen 1957 und 1971 richtete Forsthoff jährliche Ferienseminare in Ebrach (Steigerwald) aus, denen wegen ihres Teilnehmerkreises ein geradezu legendärer Ruf zukam.
Von 1960 bis 1963 wirkte Forsthoff als Präsident des zyprischen Verfassungsgerichts, ein Umstand, der in Zypern und Deutschland auf zum Teil scharfe Kritik stieß.
Als Forsthoffs Schüler gelten Karl Doehring, Georg-Christoph von Unruh, Roman Schnur, Wilhelm Grewe, Hans Hugo Klein, Michael Ronellenfitsch, Willi Blümel und Karl Zeidler.
Forsthoffs umfangreicher Nachlass ist bislang ungeordnet und befindet sich in Familienbesitz.

## Werk

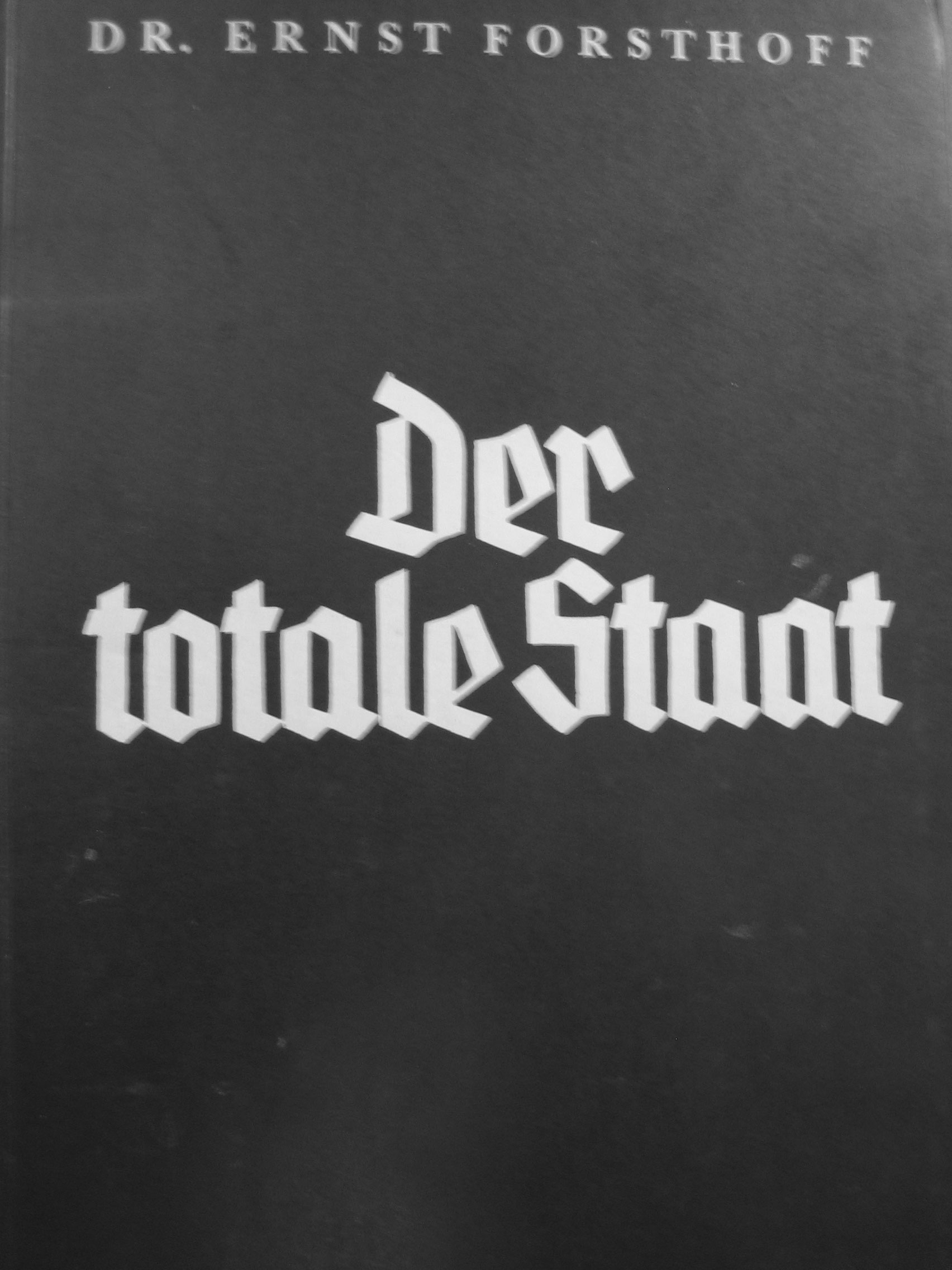
Titelseite von: Ernst Forsthoff: Der totale Staat, Hanseatische Verlagsanstalt, Hamburg 1934.

Das bekannteste Werk Forsthoffs aus der Zeit des Nationalsozialismus ist die 1933 erschienene Schrift Der totale Staat. Darin versuchte er, einige Vorbehalte gegenüber dem politischen Selbstverständnis der NS-Bewegung anzubringen, der er gleichwohl revolutionäre Legitimität zuerkannte, und in welcher er den jungkonservativen Kampf gegen die Weimarer Demokratie siegreich vollendet sah. Forsthoff bündelte die konservativ-revolutionären Thesen, wie sie von der Gruppe um Stapel und Schmitt schon vor 1933 entwickelt worden waren. Die Schrift gilt deshalb zugleich als Standortbestimmung der Konservativen Revolution  gegenüber dem Nationalsozialismus (Armin Mohler) und als Ausdruck der Schmittschen Verfassungstheorie bis 1933. Sie stieß bei Alfred Rosenberg und Roland Freisler auf Kritik, die darin einen der nationalsozialistischen Weltanschauung widersprechenden Etatismus sahen. Forsthoff arbeitete Der totale Staat für eine zweite Auflage 1934 um und nahm seine Vorbehalte dabei zurück. Er akzeptierte nun die Einheit von Partei und Staat als „überlegene Staatskunst“ und rechtfertigte auch die Morde im Zuge des sogenannten Röhm-Putsches. Laut Herlinde Pauer-Studer verknüpfte Forsthoff in der Schrift Hans F. K. Günthers Rassenideologie mit vulgärstem Antisemitismus. Zur Diskriminierung und Verfolgung der Juden schreibt Forsthoff: „Darum wurde der Jude … zum Feind und mußte als solcher unschädlich gemacht werden“. Der Begriff des „totalen Staates“ wurde später von der politischen Theorie im Begriff „Totalitarismus“ aufgegriffen.
Im Verwaltungsrecht prägte Forsthoff insbesondere den Begriff der „Daseinsvorsorge“ (Die Verwaltung als Leistungsträger, 1938), den er als „diejenigen Veranstaltungen, die zur Befriedigung des Appropriationsbedürfnisses getroffen wurden“ definiert. Er war in seiner Generation „der bedeutendste Vertreter des Öffentlichen Rechts in Deutschland“. Große Bedeutung erlangte insbesondere sein seit 1950 in zehn Auflagen erschienenes Lehrbuch des Verwaltungsrechts, das unter Juristen schlicht als „der Forsthoff“ bekannt war. Florian Meinel sieht als fundamentales Problem, mit welchem sich das Werk Forsthoffs beschäftigt, die „Auflösung der bürgerlichen Distanz zwischen Individuum und Staat“. Mit dem Prinzip der Daseinsvorsorge bzw. der Daseinsverantwortung versuchte Forsthoff eine wirklichkeitsorientierte, nachpositivistische Verwaltungsrechtswissenschaft zu begründen.
Die 1940 erstmals erschienene Deutsche Verfassungsgeschichte der Neuzeit hebt sich sowohl methodisch und weltanschaulich als auch hinsichtlich des zeitlichen Schwerpunktes (Zweite Hälfte des 18. Jahrhunderts bis 1871) von der damals üblichen Verfassungshistoriographie im „Dritten Reich“ ab und legt den Fokus auf die Geschichte des preußischen Staates im gesamteuropäischen Kontext.
Forsthoff beschäftigte sich auch mit dem Verhältnis von Sprache und Recht sowie mit dem rechtswissenschaftlichen Institutionalismus. In seinem Nachlass finden sich die Vorarbeiten zu einer eigenen Institutionenlehre.

## Verhältnis zum Nationalsozialismus
Forsthoff war ideologisch stark durch die Konservative Revolution geprägt. Wie viele konservativ-revolutionäre Autoren hatte er ein differenziertes Verhältnis zum Nationalsozialismus. Die Machtergreifung begrüßte er anfänglich und sie verhalf ihm auch indirekt zu seiner Berufung nach Frankfurt. Neben Carl Schmitt, Ernst Rudolf Huber, Karl Larenz, Theodor Maunz, Herbert Krüger u. a. zählte Forsthoff zu den Juristen, die sich (zuerst) bestrebt zeigten, durch ihre Arbeiten dem Nationalsozialismus staatsrechtliche Legitimität zu verschaffen. Forsthoff selbst sagte, er sei wie viele zuerst dem „Zauber Hitlers erlegen“. Jedoch wurde er erst vergleichsweise spät, 1937, Mitglied der NSDAP. Forsthoffs Schrift über den „totalen Staat“ wurde von nationalsozialistischen Ideologen aufgrund ihrer etatistischen Züge kritisch gesehen, so dass er für die zweite Auflage (1934) eine Umarbeitung im nationalsozialistischen Sinne vornahm. Bereits seit 1934 kam es aus politischen Gründen zu Spannungen mit Forsthoffs akademischen Lehrer Carl Schmitt, dem er dessen übersteigertes nationalsozialistisches Engagement vorhielt, woraufhin der Kontakt zwischen beiden abbrach. 1935 entstand aus ähnlich gelagerten Gründen auch ein Konflikt mit Ernst Rudolf Huber.
Insbesondere Forsthoffs kirchliches Engagement und zeitweise kaum verhüllte Kritik an der NSDAP erregten das Missfallen der nationalsozialistischen Machthaber. Zwar bemühte sich noch 1938 die Rechtswissenschaftliche Fakultät der Universität Kiel (die sog. „Stoßtrupp-Fakultät“) um eine Berufung Forsthoffs, dieser lehnte den Ruf nach Kiel jedoch ab. Im Zuge seiner Berufung nach Wien 1941 geriet Forsthoff in Konflikt mit dem Gauleiter und Reichsstatthalter Baldur von Schirach, da dieser weltanschauliche Einwände gegen Forsthoffs Wechsel geltend machte. Auch die Partei sprach sich im Berufungsverfahren eindringlich gegen Forsthoff aus und wandte ein, dass dieser nur für eine Universität in Betracht komme, die „nicht als eine besonders wichtige und exponierte Universität anzusprechen ist“, im Übrigen sei er „unerwünscht und nicht vertretbar“. Dabei ist nicht ganz klar, ob die Partei sich tatsächlich nur aufgrund der Person Forsthoffs so positionierte oder ob der „Fall Forsthoff“ nicht einen mehr oder weniger willkommenen Anlass für eine Machtprobe der Partei gegenüber dem Ministerium darstellte. Nachdem die Berufung durch das Reichserziehungsministerium dennoch vollzogen wurde, drohte von Schirach an, sich wegen der Angelegenheit direkt an Hitler zu wenden, und kündigte den Erlass eines förmlichen Lehrverbots an. Daraufhin bat das Ministerium Forsthoff, einer Rückberufung nach Königsberg zuzustimmen. Neben der militärischen Lage an der Ostfront sprachen für Forsthoff jedoch auch Gründe der Selbstachtung gegen die Rückkehr nach Ostpreußen, die er als eine Niederlage empfand. Seine Lebensumstände in Wien waren allerdings schwierig, da von Schirach die Anmietung einer Wohnung durch Forsthoff verhinderte, weshalb dieser mit seiner Frau und den vier Kindern dauerhaft unter beengten Verhältnissen im Dachgeschoss einer Pension wohnen musste. Um dem Zugriff der Partei in Wien zu entkommen, ließ er sich für die Wehrmacht einziehen und verbrachte mehrere Monate in einem Ausbildungslager. Erst die durch das Reichserziehungsministerium erwirkte Berufung nach Heidelberg brachte für Forsthoff bessere und gesicherte Lebensverhältnisse mit sich.
Forsthoff hatte über seinen Berliner Freundeskreis Kontakt zu den Verschwörern des 20. Juli 1944, u. a. war er mit Wilhelm Ahlmann, Johannes Popitz und Adolf Reichwein gut bekannt. Nach dem Krieg gab Forsthoff an, durch seinen Freund und Verleger Friedrich Vorwerk von den Planungen für einen Staatsstreich erfahren zu haben. Die Quellen hierzu sind spärlich; die meisten Angaben stammen aus Entnazifizierungsverfahren und sind daher mit Vorsicht zu behandeln. Laut Forsthoffs Biographen Meinel kann jedoch als gesichert gelten, dass er Kenntnis von den Plänen für eine neue Verfassung des Goerdeler-Kreises hatte. Forsthoff selbst äußerte sich zum 20. Juli nur selten und wenn, dann zwiespältig: Das Anliegen begrüßte er, das Scheitern des Umsturzversuches empfand er als zwangsläufig. In einem Brief an Gustav Radbruch betonte Forsthoff, dass er nach seinen „allgemeinen ethischen und politischen Überzeugungen […] nicht zum Verschwörer geschaffen“ sei und er es sich daher auch nicht selbst „zum Ruhme“ anrechne, „ein solcher gewesen zu sein“.
Nach Aussage des Rechtshistorikers Bernd Rüthers wandte sich Forsthoff aufgrund seiner Erfahrungen mit dem Regime freiwillig und überzeugt vom Nationalsozialismus ab.

## Auszeichnungen
- 1969: Ehrendoktorwürde der Universität Wien[25]
- 1972: Konrad-Adenauer-Preis der Deutschland-Stiftung für Wissenschaft

## Veröffentlichungen (Auswahl)
- Der totale Staat, 1. Aufl. Hamburg 1933 (Digitalisat), 2. Aufl. 1934.
- Deutsche Geschichte seit 1918 in Dokumenten, 1. Aufl. Leipzig 1935, 2. Aufl. 1938, 3. Aufl. 1943.
- Die Verwaltung als Leistungsträger, Stuttgart 1938.
- Deutsche Verfassungsgeschichte der Neuzeit, 1. Aufl. Berlin 1940, 4. Aufl. 1972.
- Lehrbuch des Verwaltungsrechts. Bd. 1: Allgemeiner Teil, 1. Aufl. München/Berlin 1950, 10. Aufl. 1973.
- Verfassungsprobleme des Sozialstaates, 1954, 2. Aufl. Münster 1961.
- Rechtsstaat im Wandel. Verfassungsrechtliche Abhandlungen 1950–1964, München 1964.
- (Hrsg.): Rechtsstaatlichkeit und Sozialstaatlichkeit, Darmstadt 1968.
- Der Staat der Industriegesellschaft, München 1971.
- Rechtsstaat im Wandel. Verfassungsrechtliche Abhandlungen 1954–1973. Hrsg. von Klaus Frey, München 1976.

Briefwechsel
- Reinhard Mußgnug, Dorothee Mußgnug, Angela Reinthal (Hrsg.): Briefwechsel Ernst Forsthoff – Carl Schmitt (1926–1974). Akademie Verlag, Berlin 2007, ISBN 3-05-003535-8[26] (eingeschränkte Vorschau bei Google Bücher).

## Weitere Quellen
- Stadtarchiv Mülheim an der Ruhr, Bestand 1550 (Mülheimer Persönlichkeiten).